# Galateia
Galateia (görögül:  Γαλάτεια) tejfehér arcú Néréisz a görög mitológiában. Apja Néreusz tengeristen, anyja Dórisz az ókeaniszok egyike volt. Szerelmes volt Akiszba, akit Polüphémosz ölt meg féltékenységből, egy sziklával.

## Irodalmi feldolgozás
Szerelmének tragédiáját Ovidius örökítette meg Átváltozások című művében, ahol a lány
Szküllának meséli el, szerelme halálát és gyilkosának széptevését.